# Natur, Golan Heights
Natur (tiếng Hebrew: נָטוּר) là một khu định cư của Israel và là cựu kibbutz ở phía nam Cao nguyên Golan dưới sự điều hành của Hội đồng khu vực Golan. Năm 2017 nó có dân số 702. 
נָט
Cộng đồng quốc tế coi các khu định cư của người Israel ở Cao nguyên Golan là bất hợp pháp theo luật pháp quốc tế, nhưng chính phủ Israel tranh chấp điều này.

## Lịch sử
Natur được thành lập vào năm 1980 bởi những học sinh tốt nghiệp trung học từ kibbutzim liên kết với phong trào Hashomer Hatzair. Vào năm 2007, nó đã chuyển đổi từ kibbutz sang moshav. Thành viên lúc đó là gần 200 người. Natur là một cộng đồng tôn giáo thế tục hỗn hợp.

## Khảo cổ học
Năm 1984, một vài ngôi mộ đã được khai quật ở Natur gần chuồng gà kibbutz. Nhiều đống đá đã được ghi nhận trong khu vực, cùng với sân thượng, tường và bút động vật hình tròn, một số trong đó có thể có từ thời cổ đại.